# Podlasek (województwo podlaskie)
Podlasek – osada w Polsce położona w województwie podlaskim, w powiecie grajewskim, w gminie Grajewo. Leży na trasie linii kolejowej (Ełk-Grajewo-Białystok).
W latach 1975–1998 miejscowość administracyjnie należała do województwa łomżyńskiego.